# 3886 Shcherbakovia
3886 Shcherbakovia este un asteroid din centura principală, descoperit pe 3 septembrie 1981 de Nikolai Cernîh.